# Валя (Сороцький район)
Валя (рум. Valea) — село в Молдові у Сороцькому районі. Назва села по-молдавськи означає «долина». Входить до складу комуни з адміністративним центром в селі Кременчуг.